# Condado de Clatsop
O Condado de Clatsop é um dos 36 condados do Estado americano do Oregon. A sede do condado é Astoria, e sua maior cidade é Astoria. O condado possui uma área de 2 809 km² (dos quais 667 km² estão cobertos por água), uma população de 35 630 habitantes, e uma densidade populacional de 17 hab/km² (segundo o censo nacional de 2000). O condado foi fundado em 1844.